# 奥平泉一
奥平 泉一（おくひら せんいち、1910年12月20日 - 1978年3月26日）は、日本の経営者。住友信託銀行社長を務めた。大分県出身。

## 経歴
1934年に京都帝国大学経済学部を卒業し、同年に住友信託銀行に入行。1957年5月に取締役に就任し、1962年11月に常務、1963年7月に専務、1969年5月に副社長を経て、1972年5月から1976年9月までに社長を務めた。
1978年3月26日に腎不全のために死去。67歳没。